# أحمد بن عبد الله البغدادي
كان أحمد بن عبد الله البغدادي عالماً وفقيهاً وخطاطاً، ويعتبر من مشاهير الخطاطين في بغداد، وكان حسن الخط يجيده بضروبهِ النسخ الرفيع والثلث، وقد كتب كثيراً من المؤلفات والكتب، وفي خطهِ روعة وجمال تشهد بها مخطوطاته، ومن آثارهِ الخطية كتاب صفوة الزبد للشيخ أحمد بن رسلان من مكتبة الشيخ كمال الدين الطائي رقم 28، ولقد كتب في آخره: (فرغت من نسخ هذا الكتاب في أواسط شوال سنة 1128هـ، وأنا الفقير أحمد عبد الله البغدادي).

## وفاته
توفي أحمد البغدادي في عام 1157هـ/1744م.